# Ichneumon
Der (vereinzelt auch das) Ichneumon (Herpestes ichneumon) oder der Melon, deutsch auch Buschteufel, ist eine Raubtierart aus der Familie der Mangusten (Herpestidae). Er vertritt den Mungo in Afrika und ist außerdem als einzige Manguste auch auf europäischem Boden heimisch. Der Name leitet sich vom altgriechischen ἰχνεύμων ichneúmōn ab und bedeutet eigentlich „Aufspürer“, bereits in der Antike wurde damit jedoch ein wieselartiges Tier bezeichnet („ägyptische Wieselart“ oder „Wieselart in Ägypten“); eine weitere antike Bezeichnung war ἰχνευτής ichneutēs.
Im weiteren Sinne werden daneben auch manchmal andere afrikanische Arten der Mangusten als Ichneumon oder Buschteufel bezeichnet.

## Merkmale
Ichneumone erreichen eine Kopf-Rumpf-Länge von 50 bis 65 Zentimetern, hinzu kommen 33 bis 45 Zentimeter Schwanz. Das Gewicht beträgt 1,7 bis 4 Kilogramm. Der Körper ist schlank und langgestreckt, die Gliedmaßen relativ kurz und der Schwanz ist buschig. Sie haben ein langhaariges, graues Fell mit braunen Sprenkeln und sind insgesamt eine eher unauffällige Erscheinung. Das Gesicht ist zugespitzt und die Augen sind von nackten Ringen umgeben.

## Verbreitung und Lebensraum

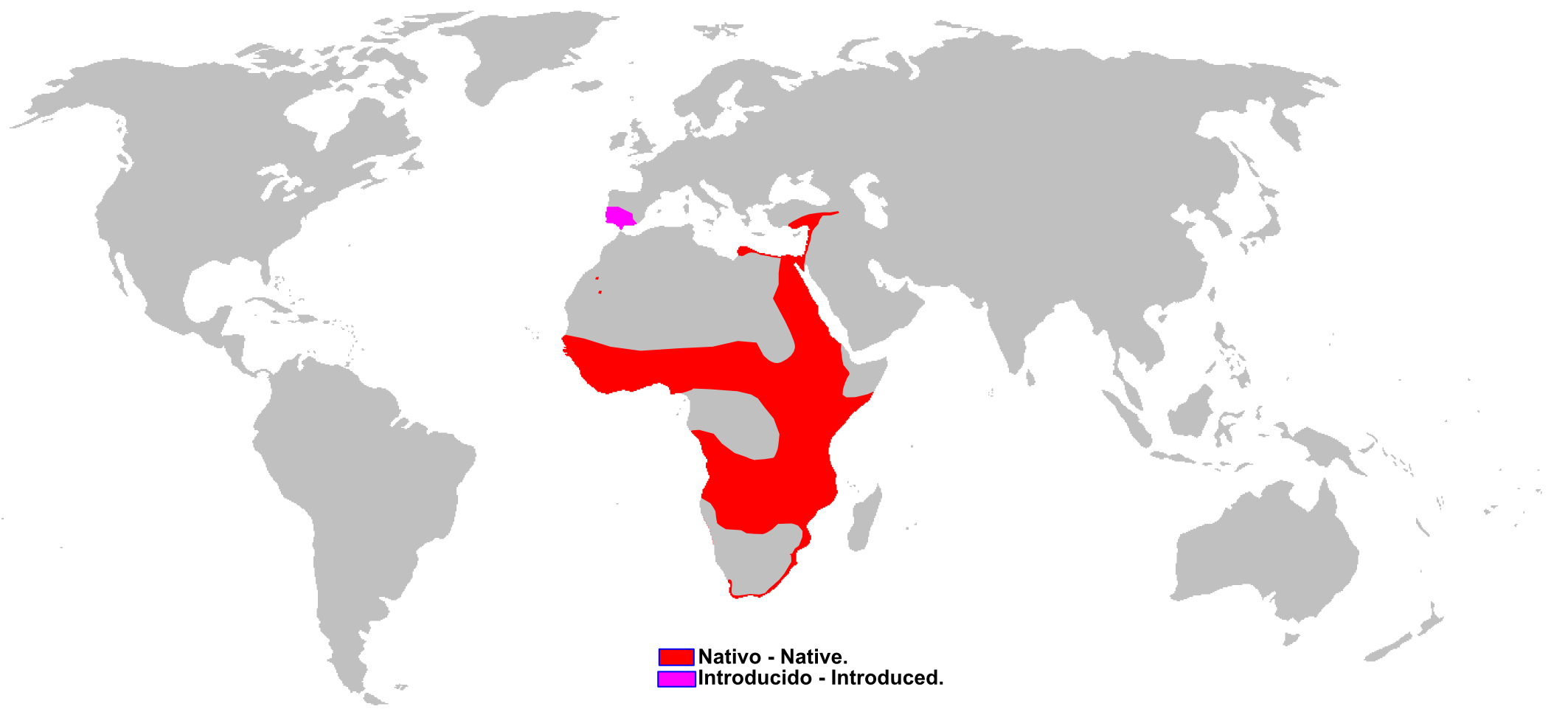
Verbreitungsgebiet des Ichneumons

Ichneumone sind über weite Teile Afrikas verbreitet und fehlen nur in trockenen Wüsten und sehr dichten Regenwäldern. Ihr bevorzugtes Habitat ist die Savanne. Außerdem gehören Kleinasien und Palästina zu ihrem natürlichen Verbreitungsgebiet. Als einzige Mangustenart leben sie auch in Südeuropa, in Spanien und Portugal. Ob die dortigen Bestände natürlichen Ursprungs sind oder vom Menschen in der Antike eingeführt wurden, ist umstritten. In jüngerer Vergangenheit wurden sie auch in Italien und auf Madagaskar eingeführt.

## Lebensweise
In der ganzen Lebensweise zeigen Ichneumone sehr starke Parallelen zu den Mungos: Sie gehen tagsüber auf Nahrungssuche und fressen Insekten, Nagetiere, Vögel und Reptilien. Wie Mungos können sie Giftschlangen durch blitzschnelles Zupacken überwältigen. Außerdem verzehren sie gerne Eier, die sie mit den Hinterbeinen aufnehmen und gegen einen Felsen schleudern, um die Schale zu knacken.
Über das Sozialverhalten gibt es unterschiedliche Berichte, es wurden sowohl einzelgängerische als auch in Paaren lebende Tiere beobachtet.

## Fortpflanzung
Nach 60- bis 84-tägiger Tragzeit bringt das Weibchen zwei bis vier Jungtiere zur Welt. Sie werden vier bis acht Wochen gesäugt und mit sechs bis zwölf Monaten selbständig. Die Lebenserwartung in menschlicher Obhut kann über 20 Jahre betragen.

## Ichneumone und Menschen

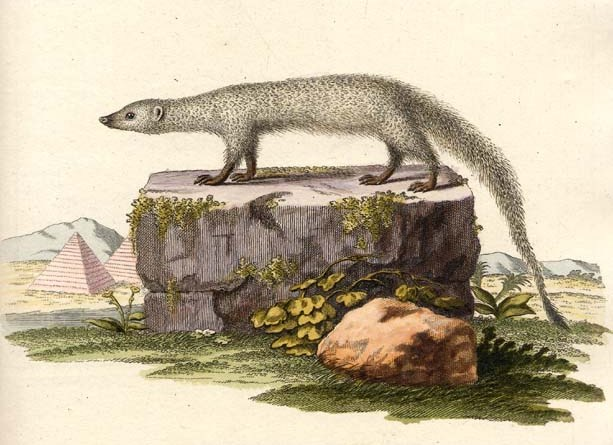
Darstellung eines Ichneumons von Johann Christian Daniel von Schreber

Im alten Ägypten wurde der Ichneumon als heiliges Tier verehrt (im Französischen heißt er darum rat des pharaons, „Pharaonenratte“) und findet sich in zahlreichen Fresken und Reliefs, vor allem aus der Ptolemäerzeit, aber auch schon aus dem Alten Reich. Die Beliebtheit des Ichneumons hängt wie die des Mungos in Indien mit seinem Ruf als Schlangenbekämpfer zusammen. Aristoteles beschreibt diese Schlangenkämpfe, und Herodot schilderte, dass Ichneumone einbalsamiert und an heiligen Orten begraben würden. Diodor sowie Plinius der Ältere berichten von einem ägyptischen Volksglauben, wonach der Ichneumon schlafenden Krokodilen ins Maul springe, ihnen das Herz herausreiße und sie dadurch töte. Dies trug zur Beliebtheit des Ichneumons bei.

## Gefährdungssituation
Der Ichneumon wird von der Weltnaturschutzunion IUCN in der Roten Liste gefährdeter Arten als nicht gefährdet („Least Concern“) bezeichnet.